# Hudora
Die Hudora GmbH (Eigenschreibweise: HUDORA) ist ein deutscher Hersteller von Sport-, Spiel- und Freizeitprodukten mit Sitz in Erkrath. Das Familienunternehmen vertreibt in über 30 Ländern auf fünf Kontinenten unter anderem Rollschuhe, Inlineskates, Schlittschuhe, Scooter (Tretroller), Skateboards und Trampoline – aber auch Fußballtore, Bälle und Tische für Tischfußball.
Der Firmenname ist eine Abkürzung, bestehend aus jeweils den ersten beiden Buchstaben des Vor- und Nachnamens des Gründers Hugo Dornseif sowie des Gründungsstandortes Radevormwald (Hugo Dornseif Radevormwald). Heute hat Hudora seinen Sitz in Remscheid, wo rund 60 Mitarbeiter circa 40 neue Produkte im Jahr entwickeln.

## Geschichte

### Gründung bis Zweiter Weltkrieg

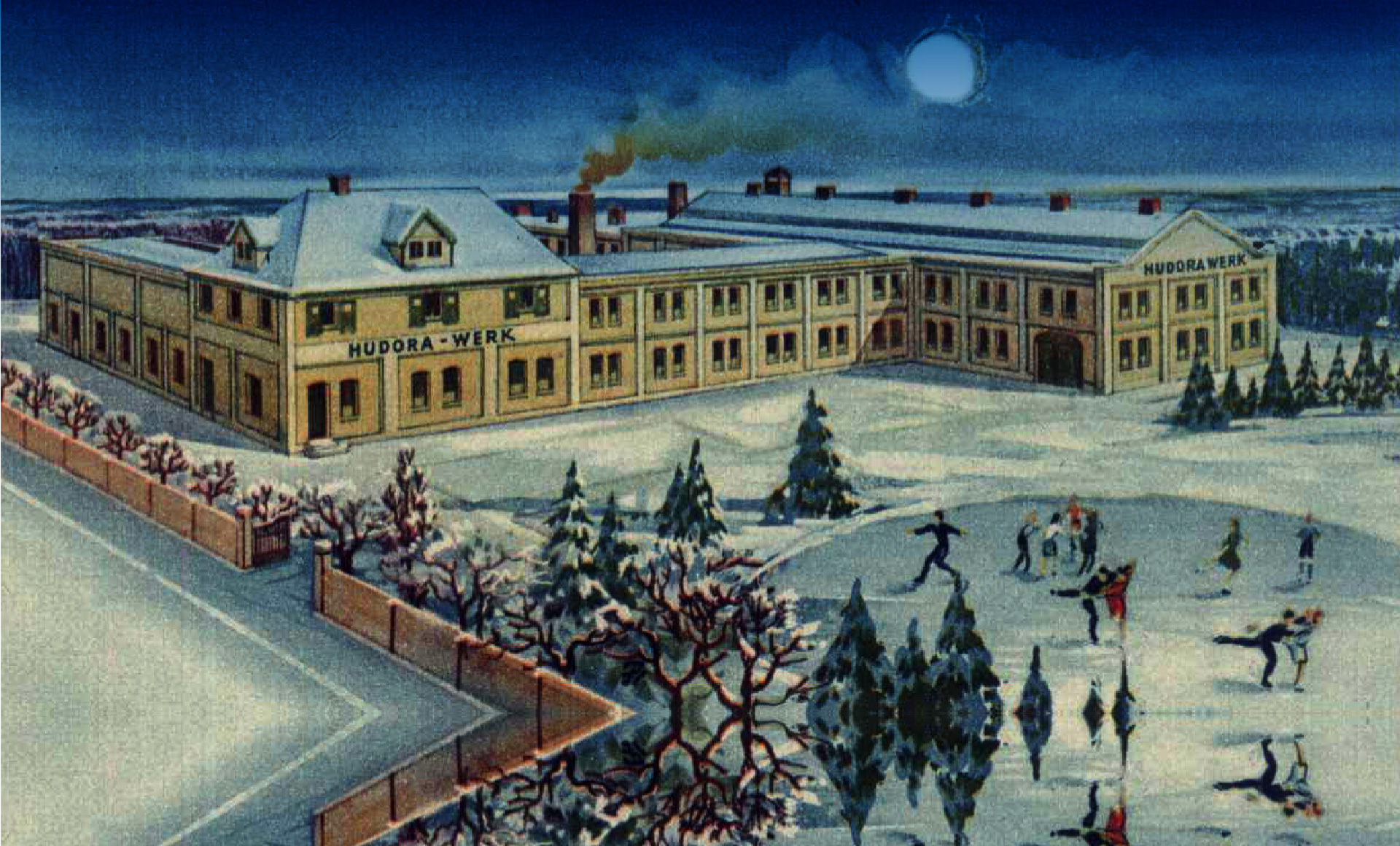
Hudora-Gebäude, 1919

Hudora wurde am 4. August 1919 von Hugo Dornseif als Schlittschuhfabrik gegründet. Ein erster Erfolg des Unternehmens war die Produktion eines Schlittschuhs aus einem Stück im Jahr 1926. Dadurch konnte die Firma in den Profibereich vordringen und Spitzensportler, Weltmeister und Olympiasieger ausstatten. Bald darauf nahm man auch die Fabrikation von Rollschuhen auf, was das Wachstum nochmals beschleunigte. In den 1920er-Jahren verkaufte Hudora Schlittschuhe in ganz Europa. In den 1930er-Jahren rüstete die Marke diverse Medaillengewinner im Eiskunstlauf aus, etwa die Paarläufer Maxi Herber und Ernst Baier.

### Nachkriegszeit
Nach dem Zweiten Weltkrieg war Hudora – wie andere Betriebe – von einer Demontage durch die Alliierten betroffen, ein Teil der Maschinen wurde abtransportiert. Der Ingenieur Hans Erich Dornseif († 1992), Sohn des Firmengründers, trat im Januar 1949 als Betriebsleiter in das Unternehmen ein. Ein weiterer Einschnitt war der Tod von Firmengründer Hugo Dornseif im Jahr 1950. Nach dem Tod seines Vaters übernahm Erich Dornseif gemeinsam mit seinem Bruder Heinz die Geschäftsleitung.

### Übernahme durch die zweite Generation (1950er bis 1980er Jahre)
Mit mehr als 60 von Hans Erich Dornseif entwickelten Patenten, darunter die „kugelgelagerte Rollschuhrolle“ (DE 893172; angemeldet 15. Oktober 1953), der „lenkbare zweispurige Rollschuh“ (DE 1019942; 30. April 1958), die „kugellagergestützte Rolle“ (DE 2836756 A1; 23. August 1978) sowie die „Achseinheit für Rollschuhe“ (DE 3031222 A1; 19. August 1980), trug er in den folgenden Jahrzehnten maßgeblich zum internationalen Erfolg der Firma Hudora bei. Auch die „Wirtschaftswunderjahre“ brachten Hudora weiteren Aufschwung.
Ab 1956 prägten neue Produkte wie der Gleitschuh und Rollschuhe mit Gummirollen den Markt. Von Hudora ausgerüstete Roll- und Eiskunstläufer gewannen Welt- und Deutsche Meistertitel, darunter die Paarläufer Marika Kilius und Hans-Jürgen Bäumler sowie die Einzelläufer Manfred Schnelldorfer, Gabriele Seyfert, und Dagmar Lurz. Bis in die 1990er-Jahre blieb Hudora Ausrüster von Spitzensportlern im Eiskunstlauf wie Rudi Cerne, Norbert Schramm und Katarina Witt. Hudora entwickelte außerdem den Kunstlaufrollschuh K 50.
1968 trat Gründerenkel Eike Dornseif in die Geschäftsführung von Hudora ein. Er setzte sich als erster in Deutschland für eine Standardisierung von Roll- und Schlittschuhen nach DIN ein. Der enge internationale Wettbewerb führte dazu, dass der wirtschaftliche Druck wuchs und der Fertigungsstandort Deutschland für Hudora schwer zu halten war. Das Unternehmen baute deshalb Kontakte in den damaligen „Ostblock“ auf und kaufte dort zunächst Lederstiefel für Schlittschuhe, später auch für Rollerboots.

### 1980er-Jahre bis heute
1980 wurde aus dem Hudora -Werk Hugo Dornseif die Hudora GmbH. Evelyn Dornseif übernahm die Geschäftsführung. 1984 wurde die Fertigung in Radevormwald eingestellt. Gleichzeitig ging Hudora eine Kooperation mit dem größten Schlittschuhhersteller der Welt ein: SLM, St. Lawrence Manufacturing Company, Quebec, Kanada. Neue Trendsportprodukte wie Rollerboots, Skateboards und Inlineskates erweiterten das Sortiment, zudem schloss Hudora Kooperationspartnerschaften in Fernost ab. 1998 gab das Unternehmen den Standort in Radevormwald auf und verlegte den Firmensitz in ein neues Gebäude nach Remscheid. Mit dem Inliner-Boom zur Jahrtausendwende begann der Absatz im Trendsport deutlich zu wachsen: Zwischen 2000 und 2002 brachte Hudora jeweils fast 1 Million Inlineskates pro Jahr auf den Markt, mehr als jeder andere Hersteller in Deutschland.
Gleichzeitig begann der Scooter den Markt zu erobern, auch in diesem Segment wurde Hudora dank eines an der Universität Wuppertal neu konstruierten Verschlusses für den „Hudora Big Wheel“ führend. Damit einher ging eine fundamentale Veränderung der Unternehmensausrichtung: Statt Roll- und Gleitsportartikel für den Leistungssport zu fertigen, bot Hudora nun Sport- und Freizeitgeräte für die ganze Familie und alle Altersgruppen an. Seither hat sich nicht nur die Produktpalette kontinuierlich vergrößert, auch die Absatz- und Mitarbeiterzahl des Unternehmens wuchsen beständig und die Internationalisierung der Marke schritt voran.
2007 wurde das Tochterunternehmen Hudora Asia Ltd. mit Sitz in Hongkong gegründet. Im gleichen Jahr wurde Maximillian Dornseif, Sohn von Eike und Evelyn Dornseif, Geschäftsführer der Hudora GmbH. Mit ihm war die vierte Generation der Familie Dornseif in der Leitung der Firma aktiv.
2013 wurde in Remscheid direkt am Firmensitz Hudora – Der Laden eröffnet.
Seit Anfang 2024 befindet sich der Sitz des Unternehmens in umgebauten Werkshallen der Alten Papierfabrik in Erkrath. Die Geschäftsführung liegt nicht mehr in den Händen der Gründerfamilie.

## Hugodrom
Im Mai 2017 eröffnete Hudora das Hugodrom, einen Indoor Action Park. Auf einer Fläche von 2.500 m², direkt am Firmensitz in Remscheid, gab es unterschiedliche Angebote rund um das Thema Bewegung für alle. Vor Ort gab es u. a. eine Indoor Kunsteisbahn, einen Pumptrack zum Testen von Skateboards und Scootern, eine Kletterwand bis zur Stufe 7+, einen Kleinkindbereich, ein Fußballfeld, eine Hüpfburg, einen Tanzautomaten und diverse andere Aktivitäten. Ende April 2023 wurde das Hugodrom in Remscheid geschlossen.

## Nachhaltigkeit
Hudora engagiert sich unter anderem als Mitglied in der BSCI (Business Social Compliance Initiative) für die Einhaltung und Verbesserung der Arbeitsbedingungen in den Produktionsländern. Weiterhin ist Hudora durch seine gesicherte Lieferkette zugelassener Wirtschaftsbeteiligter (AEO). Hudora ist außerdem an der Erstellung von Sicherheitsstandards in Deutschland und auf europäischer Ebene beteiligt.

## Weitere Marken
- Mit der Marke HORNET ist das Unternehmen mit einer preisgünstigeren Zweitmarke vertreten. Das Sortiment ist ähnlich dem der Marke Hudora, umfasst aber weniger Artikel.
- Nach der Idee der Geschäftsführerin Evelyn Dornseif entwickelte Hudora im Jahr 2000 mit joey eine eigene Kindermarke, deren Logo ein Känguru ist.